# ドミティウス・ウルピアーヌス
グナエウス・ドミティウス・ウルピアヌス（ラテン語: Gnaeus Domitius Ulpianus、170年頃? - 228年）は、ローマ帝国の法学者・政治家。

## 人物
フェニキアのチルス出身。アエミリウス・パーピニアーヌスの弟子となる。ユーリウス・パウルスとは兄弟弟子。
その学説は独創性は少ないが、先人の業績を整理して発展させることに優れていたとされる。その著作は37が伝えられているが、代表的な著作には『告示注解』（Ad edictum）83巻や『市民法注解』（Ad musurium Sabinum）51巻などがあるほか、多くの論文を残している。『法学提要』において初めて公法と私法を区別したとされる。また、「主権」の概念の原型は、ウルピアヌスの「元首は法に拘束されず」（princeps legibus solutus est）、「元首の意思は法律としての効力を有する」（Quod principi placuit、legis habet vigorem）との法解釈に遡ることができるとされている。
ローマ皇帝アレクサンデル・セウェルスに召されてプラエフェクトゥス・プラエトリオ（近衛長官）となるが、反対派の策動によるプラエトリアニ（近衛軍団）の反乱で殺害されたという。
のちにユスティニアヌス1世が『ローマ法大全』を編纂した際に、「学説彙纂」に採録された学説の3分の1がウルピアヌスの学説であり、426年の引用法によって特別な権威とされた5名の法学者（ウルピアヌス以外はガーイウス、パーピニアーヌス、パウルス、モデスティーヌス）の1人とされている。
後世において彼に仮託して書かれた著作も多い。